# Нетризово
Нетризово — деревня в Смоленской области России, в Кардымовском районе. Расположена в центральной части области в 30 км к юго-востоку от Смоленска.
Население — 274 жителя (2007 год). Центр Нетризовского сельского поселения.

## История
В 1859 году в деревне проживало 155 человек, а в 1904 году — 243 человека. Деревня тогда относилась к Спасской волости Смоленского уезда.

## Экономика
Сельскохозяйственное предприятие «Днепр», расположенное в деревне, возделывает гречиху, что не характерно для области.

## Достопримечательности
- Памятник погибшим во время Великой Отечественной войны односельчанам.